# Rivière Obamsca
Rivière Obamsca är ett vattendrag i Kanada.   Det ligger i provinsen Québec, i den östra delen av landet, 600 km norr om huvudstaden Ottawa. Rivière Obamsca ligger vid sjön Lac Kamituskach.
Omgivningarna runt Rivière Obamsca är i huvudsak ett öppet busklandskap. Trakten runt Rivière Obamsca är nära nog obefolkad, med mindre än två invånare per kvadratkilometer.